# Сончино (семья)
Семья Сончино (от итал. Soncino, ивр. משפחת שונצינו‎) — семья итальянских издателей, евреев-ашкеназов, названная по наименованию города Сончино в Миланском герцогстве. Она прослеживает свою родословную через Мозеса из Фюрта, который упоминается в 1455 году, до некоего Мозеса из Шпайера в середине XIV века. Первым в семье, занявшимся книгопечатанием, был Израэль Натан бен Самуил, отец Иешуа Мозеса и дед Гершона. Он основал свою еврейскую типографию в Сончино в 1483 году, и издал свою первую работу, трактат «Брахот», 2 февраля 1484 года. За своё существование типография много раз переезжала. Её следы можно найти в Сончино в 1483—1486 годах, в Казальмаджоре в 1486 году, снова в Сончино в 1488—1490 годах, в Неаполе в 1490—1492 годах, в Брешии в 1491—1494 годах, в Барко в 1494—1497 годах, в Фано в 1503—1506 годах, в Пезаро в 1507—1520 годах (с перерывами в Фано в 1516 году и в Ортоне в 1519 году), в Римини в 1521—1526 годах. Члены семьи были в Константинополе между 1530 и 1533 годами, и имели ответвление в Салониках в 1532—1533 годах. Их издательской маркой была башня, возможно связанная некоторым образом с Казальмаджоре.
Последним из Сончино был Елиазар бен Гершон, который работал в Константинополе с 1534 по 1547 годы. Очевидно, что само перемещение их предприятия должно быть связано с развитием печатного дела у евреев, как в Италии, так и в Турции. Хотя они уделяли основное внимание еврейским книгам, они издали также большое количество общелитературных работ, и даже религиозные книги с христианскими символами.
Издания семьи Сончино, хотя и не были первыми по времени, превосходили другие по совершенству печати и тщательной корректуре. Дом Сончино известен ещё и тем, что им была издана первая Библия на еврейском языке. Намёк на предстоящий выход этого издания сделан наборщиком книги Сефер ха-иккарим («Книга принципов», 1485), который на странице 45 так перефразировал Ис. 2:3 «от Сиона выйдет закон, и слово Господне — из Сончино». В некоторых изданиях указаны имена: наборщик Абрам бен Хаим (Библия), корректоры Соломон бен Перес Бонфуа («Мибхар ха-пениним»), Габриэль Страсбур (Брахот), Давид бен Элия Леви и Мордехай бен Рёбен Базелей (Хуллин), и Элиазар бен Самуил («Яд»).

## Члены семьи

### Израэль Натан бен Самуил бен Мозес Сончино
Умер в Брешии, вероятно в 1492 году. Он написал эпилог изданию книги Махзор в Казальмаджоре (1486). Именно он посоветовал своему сыну Джошуа Сончино заняться книгопечатанием.

### Иегошуа Соломон бен Израэль Натан Сончино
Занимался книгопечатанием в Сончино с 1483 по 1486 годы, и в Неаполе с 1490 по 1492 годы. Он был дядей Гершона Сончино. Очевидно, именно он провёл основную подготовку к печатанию Талмуда.

### Гершон бен Мозес Сончино
(итал. Jeronimo Girolima Soncino или Girolamo Soncino; лат. Hieronymus Soncino) В книге о биографиях знаменитых граждан Сончино Паоло Черути утверждал: «Гершон был сыном Моисея и внуком Израэля Натана, сына Самуила, который был сыном другого Моисея, чья семья происходит из Шпайера». О нём сказано, что он был потомком в пятом поколении, то есть пра-пра-правнуком печатника Джошуа Соломона. Кроме идиша, он знал латынь, греческий, а учителями его были французский Равви Бельвения, Теработ, Мерабель и Моисей Базла. Он путешествовал в Савойю, Швейцарию и Францию в поисках манускриптов. Он специализировался на издании талмудических текстов, но не отвергал и другие жанры. Первое его издание 1488 года называлось Praeceptorum Kotzensis. В 1490 году по неизвестным причинам он перебрался в Брешию. Там в 1491 году он издал Mecahabberóth seu poeticarum compositionum Рабби Иммануила. Затем последовали тексты из Торы, Мегилот, seu sacris voluminibus, и Афтарот, seu Prophetarum lectionibus. Его производительность была изумительной, а жизнь полна странствий. Последующие издания появлялись в Фано, Пезаро, Ортоне, Римини, Фессалониках и, наконец, в Константинополе]].
Наиболее значимый представитель семейства, Гершон родился, по-видимому, в Сончино, умер в Константинополе в 1533 году. Он утверждал, что помогал беженцам из Испании и особенно из Португалии, и что совершал поездки во Францию, собирая манускрипты произведений для печати. Используя игру слов, он печатал своё имя двумя словами Ger Sham, намекая на многочисленные путешествия. Посвящая издание Петрарки (Фано, 1503) Цезарю Борджиа, он упоминал, что имеет латинский, греческий и еврейский шрифты, вырезанные Франческо да Болонья, который считается изготовителем курсива, приписываемого Альду Мануцию. Любопытно, что Мануций в его «Введении в еврейскую грамматику» (Венеция, 1501) использует тот же шрифт, который был использован Сончино в 1492 году.

### Элиазар бен Гершон Сончино
Печатник между 1534 и 1547 годами. Он завершил печатать Miklol (1534), публикацию которого начал ещё его отец, и издал Meleket ha-Mispar (1547), а также «Ответы Ицхака бен Шешета» в том же 1547 году.

### Мозес Сончино
Печатник в Салониках в 1526—1527. Участвовал в публикации «Каталонского махзора» и первой части «Ялкута».